# William Parks (Paläontologe)
William Arthur Parks (* 11. Dezember 1868 in Hamilton (Ontario); † 3. Oktober 1936 in  Toronto) war ein kanadischer Paläontologe und Geologe.

## Leben
Parks studierte ab 1888 Naturwissenschaften an der University of Toronto mit dem Bachelor-Abschluss 1892. Danach war er Chemiker bei einer Bergbaufirma und ab 1893 an der Universität Toronto als Geologe. 1900 wurde er dort promoviert. Ab 1922 leitete er dort als Professor die Fakultät für Geologie.
Parks war 1914 Gründer und erster Direktor des Royal Ontario Museum in Toronto. Er unternahm viele Exkursionen in den Westen von Kanada und der USA und grub besonders nach Dinosauriern der späten Kreide in Alberta. Die Dinosauriersammlungen im Royal Ontario Museum gehen vor allem auf ihn und  Levi Sternberg zurück, dem Chef-Präparator des Museums. Parks sammelte selbst ab 1918 und brachte gleich zu Anfang Exemplare von Kritosaurus zurück. Beteiligt waren ab 1920 auch Gustav Eric Lindblad (1897–1962), der mit seinem Schwager Sternberg die meisten Expeditionen des Museums in der Folge leitete. 1920 fanden sie Parasaurolophus walkeri, den Parks 1923 erstbeschrieb und nach dem Mäzen des Museums Sir Edward Walker benannte. Von Parks stammen noch weitere Erstbeschreibungen von Dinosauriern: Lambeosaurus 1923, Dyoplosaurus 1924, Arrhinoceratops 1925.
Der Dinosaurier Parksosaurus wurde ihm zu Ehren benannt.
Er befasste sich auch mit Wirbellosen-Fossilien des Paläozoikums und schrieb eine Monographie über Bausteine in Kanada.
1927 war er Präsident der Paleontological Society. Er war Fellow der Royal Society und der Royal Society of Canada.

## Schriften
- mit A. P. Coleman: Elementary Geology, with special reference to Canada, 1922
- The Building and Ornamental Stones of Canada, 5 Bände, 1912 bis 1917